# Kučeř
Kučeř är en ort i Tjeckien.   Den ligger i regionen Södra Böhmen, i den centrala delen av landet, 70 km söder om huvudstaden Prag. Kučeř ligger 427 meter över havet och antalet invånare är 163.
Terrängen runt Kučeř är platt.Runt Kučeř är det ganska glesbefolkat, med 25 invånare per kvadratkilometer. Närmaste större samhälle är Písek, 15,6 km sydväst om Kučeř. Trakten runt Kučeř består till största delen av jordbruksmark.